# Félix Vicq d'Azyr
Pour les articles homonymes, voir Vicq.
Félix Vicq d’Azyr (ou Vicq-d’Azyr selon les sources), né le 23 avril 1748 à Valognes et mort le 20 juin 1794 (2 messidor an II) à Paris, sous les toits du palais du Louvre où il résidait, est un médecin, anatomiste et naturaliste français. Il est considéré comme le fondateur de l'anatomie comparée et à l'origine de la théorie de l'homologie en biologie. Il est célèbre pour avoir été le médecin de la reine Marie-Antoinette. Il est à l'origine de la fondation de la Société royale de Médecine officiellement créée en 1778, afin de suivre et de prévenir  les épidémies. On lui doit aussi d'importantes découvertes en neuroanatomie, notamment celle d'un faisceau reliant les corps mamillaires aux noyaux antérieur du thalamus, diverses structures cérébrales impliquées dans la mémoire, qui porte son nom (faisceau mamillo-thalamique de Vicq d'Azir). Il se montre critique à l'égard de la fumigation, très en vogue au XVIIIe siècle.

## Famille
Il est le fils de Félix Vicq, médecin établi à Valognes, et de Catherine Le Chevalier.
Le 11 janvier 1779, il se marie en l'église Saint-Sulpice de Paris avec Louise-Françoise Lenoir (1752-1782), fille d'Eugène-Thibault Lenoir, huissier audiencier au Châtelet, et Marie-Hyacinthe Houlette-Dumesnil. Mme Lenoir était veuve en premières noces d'Etienne Bouttevillain de la Ferté, huissier commissaire-priseur au Châtelet, et mère de Marie-Thérèse-Adélaïde Bouttevillain de la Ferté, épouse Edme Louis Daubenton (1730-1785), et de Pierre-Etienne Bouttevillain de la Ferté.

## Un médecin célèbre duXVIIIesiècle
Vicq d’Azyr devient lui-même un médecin brillant et un spécialiste renommé de l’anatomie animale et humaine. Arrivé à Paris en 1765, il se livre à l’étude des différentes branches des sciences physiques et naturelles, de l’anatomie comparée, qu’il enseigne à partir de 1773 au Jardin des plantes, à l’amphithéâtre des écoles de médecine, alors qu'il n'est encore que simple licencié. Choisi par Antoine Petit pour lui succéder dans la chaire d’anatomie du Jardin des plantes, il se voit évincé par suite d’intrigues. Loin de se décourager, il ouvre des cours particuliers, dans lesquels il se propose d’éclairer l’anatomie et la physiologie humaines par la comparaison des mêmes organes et des mêmes fonctions chez les animaux, conception éminemment philosophique qu’il reproduit dans l’Encyclopédie méthodique, et dans un Traité dont il n’a pu donner que la première partie.
Son mariage en 1779 avec une cousine de Louis Jean Marie Daubenton lui crée des relations parmi les célébrités scientifiques du temps. L’Académie des Sciences, dont il enrichit les mémoires de recherches nouvelles sur des animaux étrangers, lui ouvre ses portes en 1774. L’année suivante, il est chargé d’aller étudier les causes de l’épizootie qui touche les provinces méridionales ; une société est créée, sous son impulsion, pour l’étude des maladies épidémiques. C’est de là que sort en 1778 la Société royale de médecine, qu'il fonde avec Lassone (1717-1788) et dont les travaux s’étendent bientôt à toutes les branches des sciences médicales et spécialement à la topographie médicale et à l’hygiène publique, connaissances jusqu’alors négligées. En 1778, il traduit en français l’Essai sur les lieux et les dangers des sépultures (it) de Scipione Piattoli (1774). Élu secrétaire perpétuel de la Société royale de médecine, il se retrouve en butte aux pamphlets et aux attaques passionnées de la faculté, qui voit avec déplaisir s’élever une institution rivale. Il devient pour autant membre de la Société royale d’agriculture de Paris en 1784. Cette nomination lui permet cependant d'être logé au palais du Louvre.
Il est chargé par arrêt du Conseil d’État de concevoir un questionnaire sur les problèmes d’épidémies et d’épizootie destiné à tous les médecins de province. Plus de 150 médecins de province y répondront. Ces documents conservés à l’Académie de médecine sont une source primordiale pour étudier, entre autres, les maladies régnantes et l’hygiène publique à cette époque. Il compilera sur seize années un grand nombre d’informations variées sur les maladies, les médecins, les ressources économiques et alimentaires, les conditions climatiques  etc. Le travail de compilation et d'organisation de l'information sera poursuivi dans son Instruction sur la manière d’inventorier et de conserver, dans toute l’étendue de la République, tous les objets qui peuvent servir aux arts, aux sciences et à l’enseignement (1794), rédigée dans le cadre des saisies sous la Révolution pour la Commission temporaire des arts. Dans celle-ci, il propose un codage alphanumérique de tous les objets saisis. Les relevés d'observation météorologique recueillis dans le cadre de ces enquêtes sont d'un apport précieux pour la connaissance du climat en France sur la période 1778 -1794. Ils ont été numérisés dans le cadre du projet ANR CHEDAR, 
Sa fonction exigeant de lui qu’il rédige l’éloge de ses collègues, le grand talent avec lequel il s’acquitte de cette tâche lui vaut d’être élu à l’Académie française en 1788 au siège de Buffon. Il est le premier médecin fait académicien par le suffrage de l’Académie elle-même.
Il fut également professeur d’anatomie comparée à l’École royale vétérinaire d’Alfort, créée par Bourgelat en 1766, ainsi que surintendant des épidémies. Durant la Constituante en 1790, il est chargé de rédiger un Nouveau Plan de constitution pour la médecine de France. Il fréquente alors assidûment le salon de Madame de Flahaut. Durant la Terreur, sa qualité de premier médecin de la reine Marie-Antoinette en 1789 et de médecin consultant de Louis XVI lui fera craindre pour sa vie, malgré son ouverture aux idées de la Révolution aux côtés de son ami Condorcet. Suspecté de trahison, il est menacé de mort par Couthon mais sera protégé par Fourcroy, qu'il avait soutenu pendant ses études.
Il est considéré comme l’un des grands précurseurs de l’anatomie comparée. Il fut parmi les premiers à utiliser les sections coronales du cerveau et à employer l’alcool afin de faciliter la dissection. Il a donné, en 1786, une description du locus cœruleus et de la bande de Vicq-d’Azir, un système de fibres situé entre la couche granulaire externe et la couche pyramidale externe du cortex cérébral, ainsi que du faisceau mamillo-thalamique qui porte son nom. Toutes ses études des circonvolutions cérébrales sont devenues des classiques et il fut parmi les premiers neuroanatomistes à dénommer les gyri. Il a également étudié les noyaux gris profonds du cerveau et le système limbique à la base du cerveau.
Malesherbes et Turgot furent de ses amis et Desgenettes fut son étudiant.
Il est mort d’une pneumonie, vraisemblablement tuberculeuse, peu après avoir assisté à la fête de l’Être suprême en 1794.

## Hommages
- Rue Vicq-d'Azir (Paris)
- École Vicq-d’Azir (Paris)
- Place Vicq-d'Azir (Valognes)

## Œuvres et publications
- Observations sur les moyens que l’on peut employer pour préserver les animaux sains de la contagion et pour en arrêter les progrès, Bordeaux : Impr. de M. Racle, 1774, in-12, 108 p.
- Instructions sur la manière de désinfecter les cuirs des bestiaux morts de l’épizootie et de les rendre propres à être travaillés dans les tanneries sans y porter la contagion, Paris : Impr. royale, 1775, in-4°, 6 p., et Lille : Impr. de N.-J.-B. Peterinck-Cramé, 1775, in-4°, 4 p, Texte intégral.
- Recueil d’observations sur les différentes méthodes proposées pour guérir la maladie épidémique qui attaque les bêtes à cornes, sur les moyens de la reconnaître par-tout où elle se pourra manifester, et sur la manière de désinfecter les étables, Paris : Impr. royale, 1775, in-4°, 35 p.
- Exposé des moyens curatifs et préservatifs qui peuvent être employés contre les maladies pestilentielles des bêtes à cornes, divisé en trois parties [La première contient les moyens curatifs. On y compare les maladies des hommes avec celles des bestiaux. La seconde renferme les moyens préservatifs. La troisième comprend les ordres émanés du Gouvernement : on y a joint les principaux édits et règlemens de Pays-Bas, relativement à la maladie épizootique, et le mandement de Mgr l’archévêque de Toulouse, sur le même sujet. Publié par ordre du Roi], Mérigot l’aîné (Paris), 1776, in-8o, XVI-728 p., Texte intégral.
- Nouveau plan de conduite pour détruire entièrement la maladie épizootique, Paris, et Lille : Impr. de N.-J.-B. Peterinck-Cramé, mars 1776, in-4°, 4 p.
- La médecine des bêtes à cornes, publiée par ordre du gouvernement, Paris, 1781, 2 vol. in-8o (recueil de ses travaux sur les épizooties).
- Rapport fait par ordre du Gouvernement, sur un Mémoire contenant la Méthode employée par feu M. Doulcet, Docteur Régent de la Faculté de Médecine de Paris, dans le traitement d'une maladie qui attaque les femmes en couche et que l'on connaît sous le nom de fièvre puerpérale, Ph.-D. Pierre (Paris), 1782, Texte intégral.
- Traité d’anatomie et de physiologie, avec des planches colorées représentant au naturel les divers organes de l’homme et des animaux, Impr. de Franç. Amb. Didot l’aîné, et chez Mme Huzard (Paris), 1786, grand in-folio, [8]-123-3]-111 p. :
  - tome premier, Texte intégral.
  - tome second, Texte intégral.
- Éloge historique du médecin Girod, J.F. Couché (Besançon), 1785, Texte intégral.
- Discours prononcés dans l'Académie françoise le jeudi 11 décembre 1788, à la réception de M. Vicq d'Azyr, avec la réponse de Jean-François de Saint-Lambert(1716-1803) directeur de l'Académie, Demonville (Paris), 1788, lire en ligne sur Gallica.
- Nouveau plan de constitution pour la médecine en France, présenté à l'Assemblée nationale par la Société royale de Médecine de Paris, 1790, Texte intégral.
- Instruction sur le traitement de la fièvre miliaire, qui est épidémique dans le Département de l'Oise, [Imprimerie Desjardin (Beauvais)], [1791], Texte intégral.
- Instruction sur la manière d'inventorier et de conserver, dans toute l'étendue de la République, tous les objets qui peuvent servir aux arts, aux sciences, et à l'enseignement, proposée par la Commission temporaire des arts, et adoptée par le Comité d'instruction publique de la Convention nationale, Paris, 1793-1794, Texte intégral.

### En collaboration
- avec Jacques-Louis Moreau, Médecine : contenant : 1° l'hygiène, 2° la pathologie, 3° la séméiotique et la nosologie, 4° la thérapeutique ou matière médicale, 5° la médecine militaire, 6° la médecine vétérinaire, 7° la médecine légale, 8° la jurisprudence de la médecine et de la pharmacie, 9° la biographie médicale…, mise en ordre et publiée par M. Vicq d'Azyr et continuée par M. Moreau, Paris : Panckoucke, Ve Agasse, et Liège : Plamtoux, 1787-1830, 13 vol. in-4°, Texte intégral en ligne.
- Ses Œuvres complètes en 7 volumes dont un in-quarto de planches ont été publiées en 1805 par Moreau de la Sarthe chez L. Duprat-Duverger :
  - tome premier[8] ;
  - tome deuxième[9] ;
  - tome troisième[10] ;
  - tome quatrième[11] ;
  - tome cinquième[12] ;
  - tome sixième[13] ;
  - planches pour les œuvres de Vicq d'Azyr[14] ;
- avec Linné, Carl von (1707-1778); Mouton-Fontenille de La Clotte, Marie-Jacques-Philippe (1769-1837), Linné françois, ou Tableau du règne végétal d'après les principes et le texte de cet illustre naturaliste, chez Auguste Seguin, libraire (Montpellier), 1809. Texte intégral sur LillOnum.

### Opéra
- Un "Petit opéra thérapeutique", fantaisie lyrique pour 3 chanteurs et un piano, a été composé en 2006 par Isabelle Aboulker, livret de Pierre Letessier, sur les observations de Monsieur Félix Vicq d'Azyr.